# Toyota Passo Sette
La Toyota Passo Sette est une voiture du constructeur automobile japonais Toyota lancée en janvier 2009 et destinée au marché japonais.
Associée à la famille Passo, la Passo Sette est un “minivan” ou monospace compact. Long de 4,18 m, il est capable d'embarquer 7 passagers. Comme la Toyota Sienta à laquelle la Passo Sette aurait pu succéder, elle ne propose qu'un seul moteur, essence, conjugué à une boîte automatique. Elle se contente de portes arrière à ouverture classique lorsque la Sienta dispose de portes coulissantes.
La Passo Sette dispose d'une jumelle sur le marché japonais, sous l'appellation Daihatsu Boon Luminas. C'est d'ailleurs Daihatsu qui produit ces deux modèles.

## Carrière
Sortie en janvier 2009, la Passo Sette est un incontestable échec. Elle n'a séduit que 15 300 clients Japonais sur l'ensemble de l'année 2009 au Japon, lorsque la Sienta en trouvait encore 31 800. Plus préoccupant, les ventes se sont effondrées de 85 % dès 2010, avec à peine 2 500 voitures livrées. Sa jumelle la Daihatsu Boon Luminas fait encore moins bien : 579 ventes, avec un repli de 75 %.
Faute de succès, la Passo Sette a cessé sa carrière au Japon en 2012.